# نگینه عبدالرحیموا
 نگینه عبدالرحیموا (انگلیسی: Nigina Abduraimova؛ زادهٔ ۷ ژوئیهٔ ۱۹۹۴) یک تنیس‌باز اهل ازبکستان است.